# Ann-Kathrin Dilfer
Ann-Kathrin Dilfer (født 12. november 2001) er en kvindelig tysk fodboldspiller, der spiller målvogter for Brøndby IF i den bedste danske kvindelige række Gjensidige Kvindeligaen. Hun kom til klubben i januar 2021, efter tre år i den tyske ligaklub TSG 1899 Hoffenheim som både første- og andetholdsspiller.
Brøndby IF's målvogtertræner, Thomas Fuchs Jensen, udtalte følgende om tilgangen af Dilfer i december 2020: 
| Citat | Vi får en ung, men meget talentfuld keeper til Brøndby. Anka er en rigtig godt skolet keeper, som har nogle klare forudsætninger for at få succes. Hun er en keeper, som har styr på sin grundteknik, er super træningsparat og har nogle færdigheder, der er ret interessante | Citat |
|       | |       |